# Metropolregion Delaware Valley
| Karte                                                                  | Karte                                                     |
| ---------------------------------------------------------------------- | --------------------------------------------------------- |
|                                                                        |                                                           |
| City of Philadelphia - Consolidated city-county -                      |                                                           |
| Landfläche:                                                            | 350 km²                                                   |
| Einwohner:                                                             | 1.603.797 (2020)                                          |
| Bevölkerungsdichte:                                                    | 4.582 pro km² (2020)                                      |
| Philadelphia–Camden–Wilmington - Metropolitan Statistical Area (MSA) - |                                                           |
| Landfläche:                                                            | 11.991 km²                                                |
| Einwohner:                                                             | 6.245.051 (2020)                                          |
| Bevölkerungsdichte:                                                    | 521 pro km² (2020)                                        |
| Countys in Pennsylvania:                                               | Philadelphia, Montgomery, Bucks, Delaware, Chester        |
| Countys in New Jersey:                                                 | Camden, Burlington, Gloucester, Salem                     |
| Countys in Delaware:                                                   | New Castle                                                |
| Countys in Maryland:                                                   | Cecil                                                     |
| Philadelphia–Camden–Wilmington - Combined Statistical Area (CSA) -     |                                                           |
| Landfläche:                                                            | 15.482 km²                                                |
| Einwohner:                                                             | 6.828.052 (2020)                                          |
| Bevölkerungsdichte:                                                    | 441 pro km² (2020)                                        |
| Countys in Pennsylvania:                                               | Philadelphia, Montgomery, Bucks, Delaware, Chester, Berks |
| Countys in New Jersey:                                                 | Camden, Burlington, Gloucester, Salem, Cumberland         |
| Countys in Delaware:                                                   | New Castle                                                |
| Countys in Maryland:                                                   | Cecil                                                     |

Das Delaware Valley ist eine Metropolregion um die US-amerikanische Stadt Philadelphia beiderseits der Mündung des Delaware River. Die Region erstreckt sich vom Südosten des Bundesstaates Pennsylvania über den Süden von New Jersey und den Nordosten von Maryland bis in den Norden von Delaware. Das Ballungsgebiet ist mit 6,2 Millionen Einwohnern die zweitgrößte Metropolregion der Ostküste und die sechstgrößte des gesamten Landes.

## Definition und Nachbarregionen
Das Office of Management and Budget bezeichnet das Gebiet zu statistischen Zwecken als Philadelphia–Camden–Wilmington, PA-NJ-DE-MD Metropolitan Statistical Area. Dabei schließt das Gebiet die Stadt Philadelphia und zehn der sie umgebenden Countys in vier Bundesstaaten mit ein.
In Erweiterung dieser eigentlichen Metropolregion werden für die Combined Statistical Area (CSA) noch zwei weitere Countys in New Jersey (Cumberland County) und Pennsylvania (Berks County) hinzugezählt. Es handelt sich bei den beiden Countys um eigenständige kleine Metropolregionen.
Das nicht zur Region Delaware Valley zählende Atlantic sowie das Cape May County sind trotzdem sehr stark in die städtische Infrastruktur eingebunden. Einerseits leben in diesen beiden Countys zahlreiche Pendler in das städtische Ballungsgebiet, andererseits werden die Regionen an der nahe gelegenen Atlantikküste sehr stark als Naherholungsgebiete genutzt.
Das bereits zur New York Metropolitan Area gehörende Mercer County mit New Jerseys Hauptstadt Trenton ist ein Übergangsgebiet zwischen beiden unmittelbar benachbarten Metropolregionen. Es gibt hier neben zahlreichen Pendlern nach New York auch viele, deren Arbeitsplätze in der Region Delaware Valley liegen.
Im Südwesten geht die Region in das Ballungsgebiet um die Stadt Baltimore in Maryland über.

## Vorgeschichte

Karte von Neuschweden

Die Region wurde vor der Ankunft der ersten Weißen von Susquehannock und Lenni Lenape besiedelt. 1638 wurde das Gebiet zum Kern des neu entstandenen Neuschweden, das 1655 an Nieuw Nederland fiel. Im Jahr 1664 eroberte England die Region.
Der Name Delaware ist von Thomas West, 3. Baron De La Warr abgeleitet, dem zweiten Gouverneur der Kolonie Virginia.

## Gliederung

### Countys
| \| County \| Einw. (2000)[5] \| Einw. (2010)[6] \| Änd. \| Landfl. in km²[5] \| Einw. je km² \| \| ------------------------------------------ \| --------------- \| --------------- \| ------ \| ----------------- \| ------------ \| \| Philadelphia (PA) - City1 - \| 1.517.550 \| 1.526.006 \| 0,6 % \| 350 \| 4.361 \| \| Montgomery County (PA) \| 750.097 \| 799.874 \| 6,6 % \| 1.251 \| 639 \| \| Bucks County (PA) \| 597.635 \| 625.249 \| 4,6 % \| 1.573 \| 397 \| \| Delaware County (PA) \| 550.864 \| 558.979 \| 1,5 % \| 477 \| 1.172 \| \| Camden County (NJ) \| 508.932 \| 513.657 \| 0,9 % \| 576 \| 892 \| \| New Castle County (DE) \| 500.265 \| 538.479 \| 7,6 % \| 1.104 \| 488 \| \| Chester County (PA) \| 433.501 \| 498.886 \| 15,1 % \| 1.958 \| 255 \| \| Burlington County (NJ) \| 423.394 \| 448.734 \| 6,0 % \| 2.084 \| 215 \| \| Gloucester County (NJ) \| 254.673 \| 288.288 \| 13,2 % \| 841 \| 343 \| \| Cecil County (MD) \| 85.951 \| 101.108 \| 17,6 % \| 902 \| 112 \| \| Salem County (NJ) \| 64.285 \| 66.083 \| 2,8 % \| 875 \| 76 \| \| Philadelphia - Camden - Wilmington - MSA - \| 5.687.147 \| 5.965.343 \| 4,9 % \| 11.991 \| 497 \| \| Berks County (PA) \| 373.638 \| 411.442 \| 10,1 % \| 2.224 \| 185 \| \| Cumberland County (NJ) \| 146.438 \| 156.898 \| 7,1 % \| 1.267 \| 124 \| \| Philadelphia - Camden - Wilmington - CSA - \| 6.207.223 \| 6.533.683 \| 5,3 % \| 15.482 \| 422 \| 1 – Consolidated city-county, das heißt, City und County sind verwaltungstechnisch und rechtlich zu einer Einheit verschmolzen. | 1 2 3 4 5 6 7 8 9 10 11 12 13 1 - Philadelphia, PA 2 - Montgomery County, PA 3 - Bucks County, PA 4 - Delaware County, PA 5 - Camden County, NJ 6 - New Castle County, DE 7 - Chester County, PA 8 - Burlington County, NJ 9 - Gloucester County, NJ 10 - Cecil County, MD 11 - Salem County, NJ 12 - Berks County, PA 13 - Cumberland County, NJ |              |        |                |              |
| County | Einw. (2000) | Einw. (2010) | Änd.   | Landfl. in km² | Einw. je km² |
| Philadelphia (PA) - City1 - | 1.517.550 | 1.526.006    | 0,6 %  | 350            | 4.361        |
| Montgomery County (PA) | 750.097 | 799.874      | 6,6 %  | 1.251          | 639          |
| Bucks County (PA) | 597.635 | 625.249      | 4,6 %  | 1.573          | 397          |
| Delaware County (PA) | 550.864 | 558.979      | 1,5 %  | 477            | 1.172        |
| Camden County (NJ) | 508.932 | 513.657      | 0,9 %  | 576            | 892          |
| New Castle County (DE) | 500.265 | 538.479      | 7,6 %  | 1.104          | 488          |
| Chester County (PA) | 433.501 | 498.886      | 15,1 % | 1.958          | 255          |
| Burlington County (NJ) | 423.394 | 448.734      | 6,0 %  | 2.084          | 215          |
| Gloucester County (NJ) | 254.673 | 288.288      | 13,2 % | 841            | 343          |
| Cecil County (MD) | 85.951 | 101.108      | 17,6 % | 902            | 112          |
| Salem County (NJ) | 64.285 | 66.083       | 2,8 %  | 875            | 76           |
| Philadelphia - Camden - Wilmington - MSA - | 5.687.147 | 5.965.343    | 4,9 %  | 11.991         | 497          |
| Berks County (PA) | 373.638 | 411.442      | 10,1 % | 2.224          | 185          |
| Cumberland County (NJ) | 146.438 | 156.898      | 7,1 %  | 1.267          | 124          |
| Philadelphia - Camden - Wilmington - CSA - | 6.207.223 | 6.533.683    | 5,3 %  | 15.482         | 422          |

### Kommunen und Siedlungen

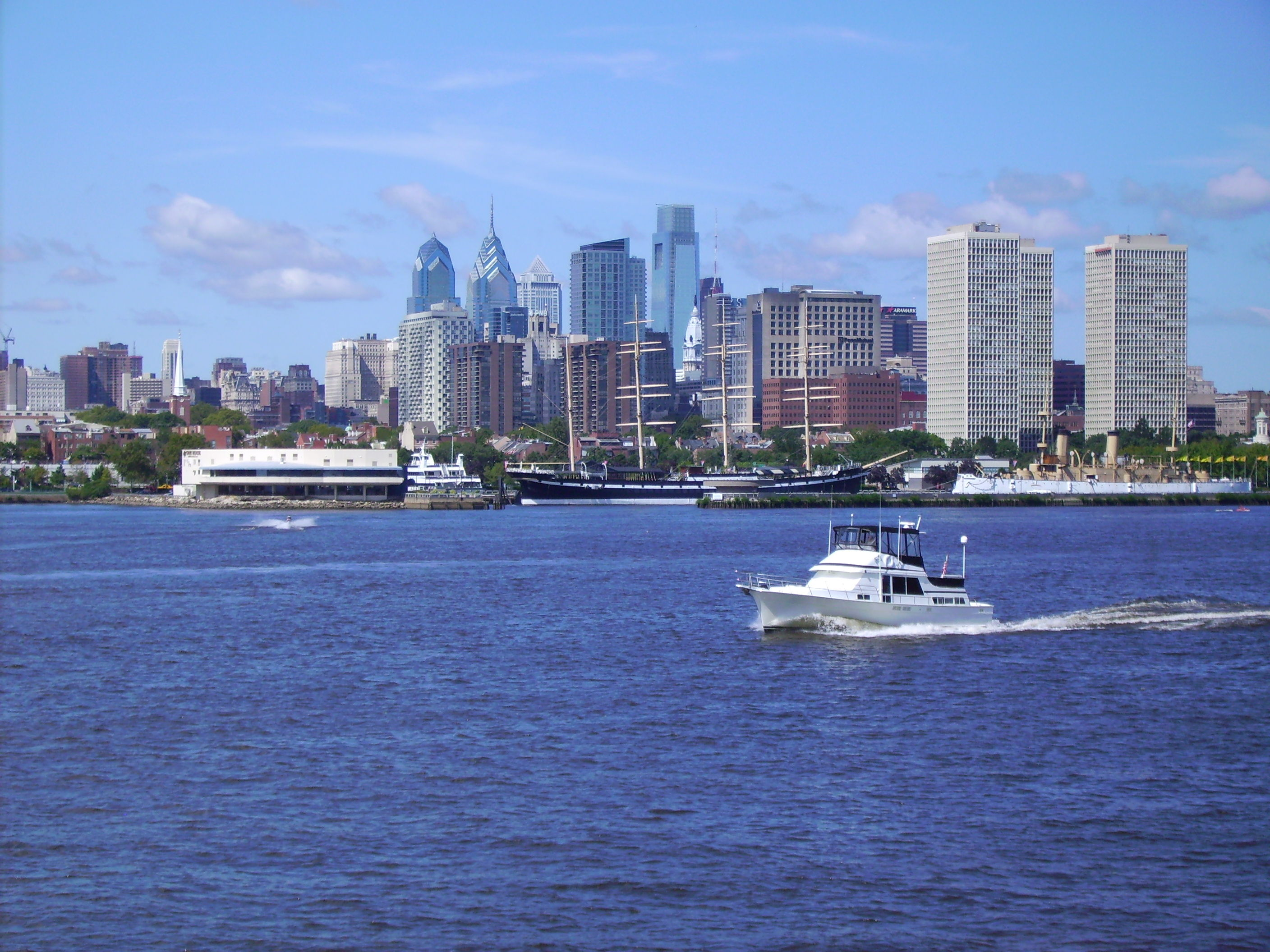
Philadelphia

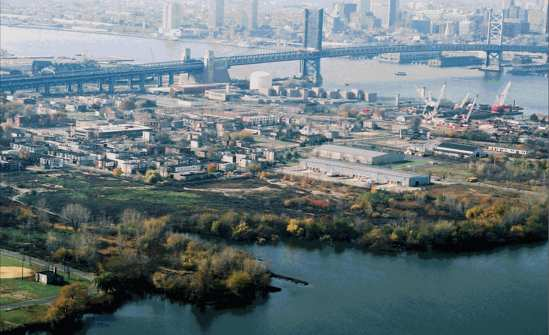
Camden

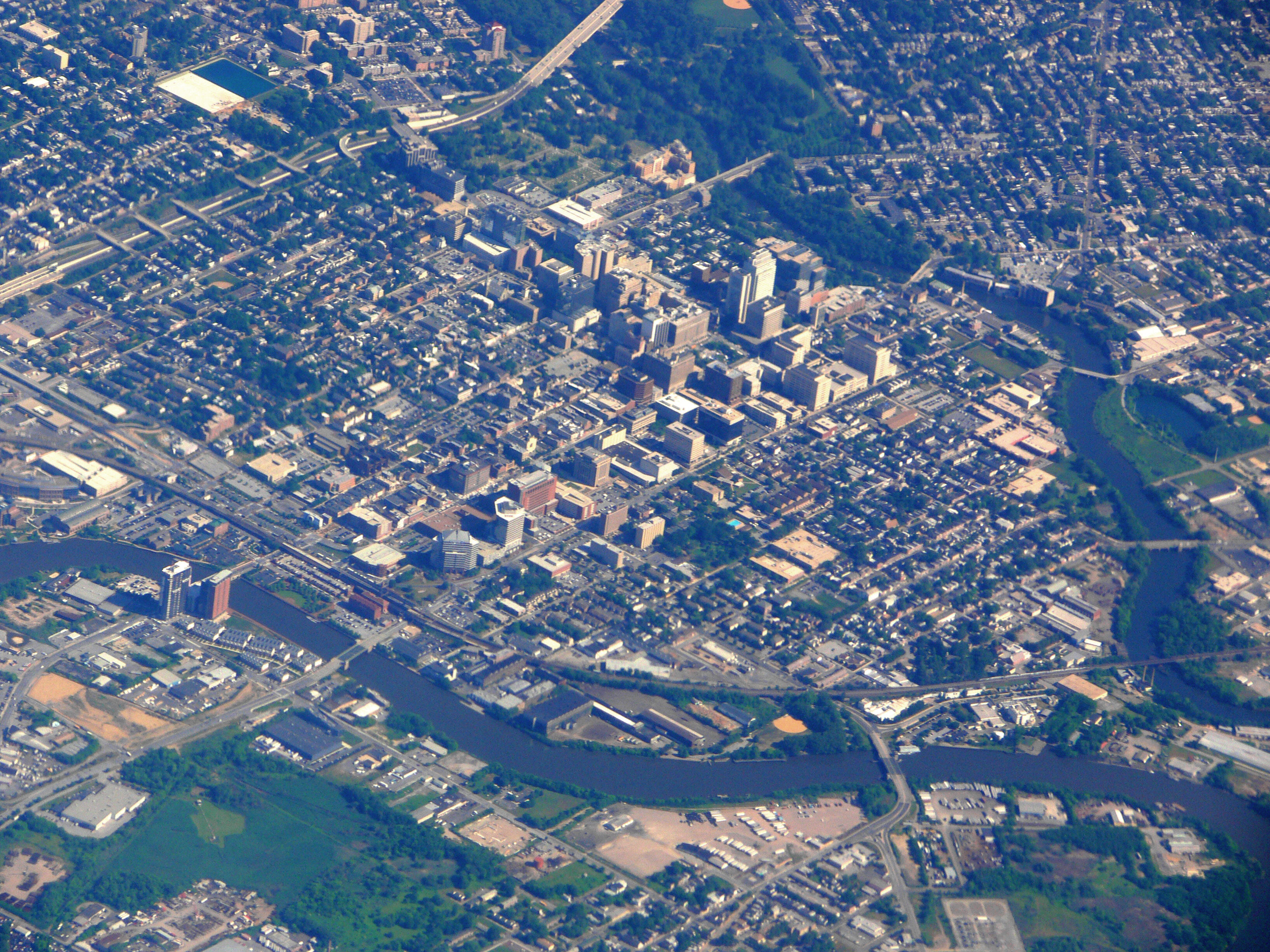
Wilmington

Die größten Orte in der gesamten CSA:

#### Kernstadt
- Philadelphia

#### Orte mit mehr als 50.000 Einwohnern
| - Camden, NJ - Levittown; PA - Reading, PA | - Vineland, NJ - Wilmington, DE |

#### Orte mit mehr als 20.000 Einwohnern
| - Bridgeton, NJ - Chester, PA - Drexel Hill, PA - Millville, NJ | - Newark, DE - Norristown, PA - Pottstown, PA - Springfield, PA |